# Сид (кельтская мифология)

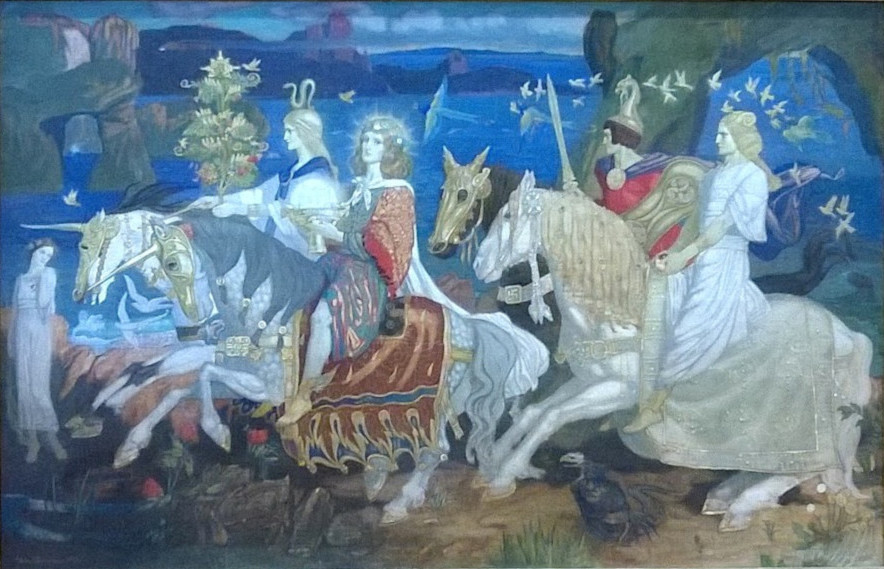
«Всадники сидов». Джон Дункан, шотландский художник XIX в.

Сид (ирл. Sídhe, гэльск. Sìth — «мир»), современное ирландское произношение: Ши (ирл. Sí) в ирландской и шотландской мифологии — потусторонний мир, населённый туатами, которых в народе, за место своего обитания, также именовали сидами (sidhe). Это также название холмов, поскольку считалось, что именно в них находится мир сидов. В христианскую эпоху к сидам стали также относить ирландских языческих богов. Отличались необычайной красотой.

## Расположение Сида
Строго говоря, потусторонний мир существовал в мифической Ирландии всегда. Начиная со времён Партолона, его населяли фоморы. Однако после того как Племена богини Дану проиграли Сыновьям Миля, предкам людей, населяющих страну и ныне, народ туатов ушёл в Сид, и с тех пор потусторонний мир в сознании ирландцев соотносится уже с миром туатов.
Невозможно однозначно ответить на вопрос, где именно располагался Другой Мир. С одной стороны потусторонний мир располагали за морем, там же, где жил его владыка, Мананнан. С другой стороны, правитель Тир Тоингире раздавал знатным туатам во владение сиды, то есть холмы, в которые также помещался мир мифического племени.
Мы обнаружим, что такой же неоднозначностью обладал этот мир и в эпоху фоморов. Их короли обитали за морем, но одновременно фоморы жили в самой Ирландии, на «оборотной» стороне страны.
Немного света на такую неоднозначность может пролить представление о Сиде, потустороннем мире, как о человеческом бессознательном, позаимствованное[уточнить] из психологии. В таком случае море и холмы следует трактовать как символы бессознательного, как врата в потусторонний мир. Сам же другой мир всюду — это «тень» Ирландии.
Обычно Сид и реальный мир отделены друг от друга непроницаемой для человека преградой. Но сами туаты вольны покидать Другой Мир и забирать с собой людей; кроме того, два мира сближаются в ночь с 31 октября на 1 ноября, во время кельтского праздника Самайна. Туман также является «пороговым» состоянием; в густом тумане два мира сближаются и переплетаются один с другим, поэтому в сказочных историях иногда волшебные существа появляются из тумана или таинственной дымки.

## Страна Юности
В саге «Плавание Брана, сына Фебала» Сид описывается как удивительный, неописуемо прекрасный мир, в котором нет старости и болезней, нет печали и скорби. Земля там плодородна как нигде, там диковинные цветы и деревья, там удивительный волшебный мир неги и наслаждения, будто разлитого в воздухе.
Время течёт там совсем не так, как в этом мире, если оно вообще течёт там. Так в истории о Бране, когда ему и его спутникам захотелось вновь увидеть родную Ирландию, туаты в напутствие предупредили людей, чтобы те не вступали на родную землю. Когда мореплаватели подплыли к берегам Ирландии, они спросили собравшихся любопытных людей, помнят ли они сына Фебала. Но ирландцы ответили, что не помнят. Когда же один из спутников Брана выпрыгнул на берег, он тут же рассыпался в прах, потому что ход времени снова стал властен над ним, а по меркам обычного мира этот человек уже давно должен был умереть. Мы обнаруживаем упоминание об искажении времени и в волшебных историях других народов.

## Похитительницы из Другого Мира
Одна из самых таинственных тем ирландской мифологии — любовь женщин Тир Тоингире к смертным мужчинам, которых волшебницы уводят за собой в Сид. Противостоять чарам этих дев не могут даже друиды; так, король, отец Кондла, просил друида защитить сына от чар женского образа, зовущего на Равнину Блаженства. Но друид ничего не смог сделать, и молодой наследник навсегда покинул этот мир.
Брана в Другой Мир также позвала женщина. И если мы внимательнее изучим истории о Сиде, то обнаружим, что он «женский», то есть гораздо чаще связан с женскими образами.

## «Битва» с Волшебной страной
Пожалуй, первую «битву» с волшебной страной вёл король Эохайд, потому что в Сид увели его жену, Этайн. Король объехал всю Ирландию, но не смог найти возлюбленную. Тогда король обратился за помощью к друиду, и тот указал ему на холмы Бри Лейт. Девять лет Эохайд со своим войском пытался срывать холмы сидов. Наконец, когда волшебный народ был оттеснён в последний холм, Мидир, увлёкший за собой девушку, пообещал отдать королю жену, если тот узнает её. Этайн вывели с другими девушками к Эохайду, но колдовством туатов все девушки были сделаны «на одно лицо», так что муж не мог узнать свою супругу. Этайн сама подала знак, и Мидиру пришлось отпустить девушку.